# Emmy Elffors
Emma Augusta "Emmy" Elffors, född 6 april 1889 Eskelhem, Gotland, död 25 april 1950 i Stockholm, var en svensk skådespelare. Hon var gift med inspicienten Nils Elffors.

## Filmografi
- 1914 – Kärlek starkare än hat eller Skogsdotterns hemlighet
- 1915 – Lekkamraterna
- 1915 – Hämnaren